# Astilbe tsushimensis
Astilbe tsushimensis är en stenbräckeväxtart som beskrevs av Yuichi Kadota. Astilbe tsushimensis ingår i släktet astilbar, och familjen stenbräckeväxter. Inga underarter finns listade i Catalogue of Life.